# Boneh Alvān
Boneh Alvān är en ort i Iran.   Den ligger i provinsen Khuzestan, i den centrala delen av landet, 500 km sydväst om huvudstaden Teheran. Boneh Alvān ligger 53 meter över havet och antalet invånare är 125.
Terrängen runt Boneh Alvān är mycket platt, och sluttar österut. Runt Boneh Alvān är det ganska tätbefolkat, med 104 invånare per kvadratkilometer. Närmaste större samhälle är Alvān, 2,7 km nordväst om Boneh Alvān. Trakten runt Boneh Alvān består till största delen av jordbruksmark.